# جيمس فولتون
جيمس فولتون (21 سبتمبر 1977 في المملكة المتحدة - ) (بالإنجليزية: James Fulton)‏ هو لاعب كريكت بريطاني.

## وصلات خارجية
- جيمس فولتون على موقع إي آس بي آن كريك إنفو (الإنجليزية)